# Зинченко, Арсен Леонидович
Арсен Леонидович Зинченко (укр. Арсен Леонідович Зінченко; род. 20 июля 1948 года, с. Парпуровцы Винницкого района Винницкой области Украинской ССР) — украинский историк и государственный деятель, доктор исторических наук, профессор, депутат Верховной рады Украины I созыва (1992—1994).

## Биография
Родился 20 июля 1948 года в селе Парпуровцы Винницкого района Винницкой области Украинской ССР.
В 1972 году окончил физико-математический факультет Винницкого педагогического института, одновременно в 1975 году окончил исторический факультет того же института. Одновременно с учёбой в институте с 1968 года работал учителем математики в селе Строинцы Тывровского района Винницкой области.